# ABA Academy
ABA Academy is een Belgische uitgeverij van boeken en strips onder de vorm van een sociale VZW met maatschappelijke zetel te Brussel.

De eerste producties gebeurden onder de naam Bardaf Éditions

## Doelstelling
De organisatie wil een ontmoetingsplaats zijn voor tekenaars, auteurs en artiesten en hun publiek via het bouwen van bruggen tussen de Franstalige en de Nederlandstalige gemeenschappen van België.

## Activiteiten
ABA Academy organiseert unieke meet en greets tussen fans en artiesten, tussen songwriters en muziekliefhebbers, tekenaars en stripliefhebbers, auteurs en hun lezers.

Ze brengt werken met een beperkte oplage uit. Hiervoor wordt eventueel gebruik gemaakt van publieksfinanciering via één of meerdere crowdfunding platformen.

## Bedrijfsleiding
- Chalks Corriette, Voorzitter
- Michèle Lahaye, mede-oprichter
- Olivier Ghys, mede-oprichter

## Publicaties
- Quinn Novak 1 - De Maankoning (maart 2021). ISBN 9782931033401.
- Greep 1 - Jean-Marc Zakine (maart 2021). Eerste contact. ISBN 9782931033432.
- Greep 2 - Jean-Marc Zakine (maart 2021). De confrontatie. ISBN 9782931033456.
- Zorro 1 - James & Vanon (14 maart 2022). De ontvoering van Juanita. ISBN 9789463739283.
- Zorro 2 - James & Vanon (11 november 2022). De spionnen. ISBN 9789464601268.
- Hommage Collateral - Walthery & de Lazare (19 september 2020). Natasja (Natacha) en Rubine Collateral Hommage – Een eerbetoon. ISBN 9782960039399.